# Berschweiler bei Kirn
Berschweiler bei Kirn település Németországban, Rajna-vidék-Pfalz tartományban. Lakosainak száma 263 fő (2023. december 31.).

## Népesség
A település népességének változása:
| Lakosok száma | 279  | 267  | 270  | 268  | 259  | 263  | 263  |
|               | 1975 | 2014 | 2017 | 2019 | 2021 | 2022 | 2023 |